# Perpétue Hong Kum-ju
Perpétue Hong Kum-ju ou Hong Kŭm-ju (en coréen 홍금주 페르페투아) est une laïque chrétienne coréenne, martyre et sainte, née en 1804 à côté de Séoul en Corée, morte décapitée le 26 septembre 1839 à Séoul.
Reconnue martyre et béatifiée en 1925 par Pie XI, elle est solennellement canonisée à Séoul par le pape Jean-Paul II le 6 mai 1984 avec 102 autres martyrs de Corée. 
Sainte Perpétue Hong Kum-ju est fêtée le 26 septembre et le 20 septembre.

## Biographie
Perpétue Hong Kum-ju naît en 1804, à la périphérie de la ville de Séoul, en Corée. Elle grandit dans la maison de sa grand-mère. 
Elle est réputée pour sa force de caractère, son intelligence, ses bonnes manières et son langage. À l'âge de quinze ans, elle épouse un homme non chrétien, mais elle peut quand même pratiquer sa religion. Son mari meurt tôt ; elle quitte alors la maison de son mari avec son fils pour vivre à Minari-kol. Son fils meurt à son tour peu après. 
Le propriétaire de la maison où elle habite, Philippe Choe, lui enseigne de nouveau le catéchisme. Elle prie avec une telle ferveur qu'elle pleure souvent pendant ses prières. Les proches et les voisins admirent ses activités caritatives et disent qu'elle aide les autres comme une servante.
Perpétue a l'habitude de dire qu'elle veut un vêtement rouge, parce qu'elle désire le martyre. Elle est effectivement arrêtée, puis torturée. On lui demande de renier Dieu et de révéler les cachettes des catholiques. Mais elle ne dit rien et ne gémit même pas. Les policiers lui tordent les jambes, puis la déshabillent et la suspendent au plafond de la prison pour la battre, mais elle reste sereine. 
Trois jours plus tard, elle est renvoyée au tribunal de la juridiction supérieure et sévèrement battue aux jambes à trois reprises, mais elle ne plie pas devant les juges. Elle attrape une maladie en prison et échappe de peu à la mort à cause de la fièvre, mais elle se rétablit rapidement et elle sert les autres détenus avec abnégation. Tout le monde en prison la considère comme sa sœur aînée.
Le 26 septembre 1839, Perpétue Hong Kum-ju est décapitée à l'extérieur de Séoul, à la Petite porte de l'Ouest, en compagnie de huit autres catholiques, à 36 ans.

## Canonisation
Perpétue Hong Kum-ju est reconnue martyre par décret du Saint-Siège le 9 mai 1925 et ainsi proclamée vénérable. Elle est béatifiée (proclamée bienheureuse) le 6 juin suivant par le pape Pie XI.
Elle est canonisée (proclamée sainte) par le pape Jean-Paul II le 6 mai 1984 à Séoul en même temps que 102 autres martyrs de Corée,. 
Sainte Perpétue Hong Kum-ju est fêtée le 26 septembre, jour anniversaire de sa mort, et le 20 septembre, qui est la date commune de célébration des martyrs de Corée.